# Права ЛГБТ в Гвинее-Бисау
Гомосексуальные отношения в Гвинее-Бисау легальны, но однополые пары не имеют такой же правовой защищённости, как у разнополых.

## Правовое положение
И мужские и женские однополые половые контакты в Гвинее-Бисау легальны с 1993 года. В декабре 2008 года страна подписала декларацию ООН о сексуальной ориентации и гендерной принадлежности, призывающую к глобальной декриминализации гомосексуализма.
В Гвинее-Бисау усыновлять детей имеют право одинокие или замужние пары, однополые пары такой возможности не имеют. Также, согласно закону, принятому в 2011 году, только гетеросексуальные пары имеют право на получение от государства жилья.
В ходе опроса, проведённого в 2010 году, Гвинея-Бисау была признана наиболее толерантной по отношению к ЛГБТ. Девять процентов опрошенных считают гомосексуальное поведение морально приемлемым, пятнадцать процентов заявили, что это поведение для них не является проблемой.

## Сводная таблица
| Легальность однополых контактов                                                      | (с 1993 года) |
| Равный возраст сексуального согласия                                                 | (с 1993 года) |
| Антидискриминационные законы в сфере занятости                                       | No            |
| Антидискриминационные законы в других областях (дискриминация, разжигание ненависти) | No            |
| Однополые браки                                                                      | No            |
| Признание однополых союзов                                                           | No            |
| Усыновление детей                                                                    | No            |
| Совместное усыновление однополым парам                                               | No            |
| Служба в армии                                                                       |               |
| Право на смену гендера                                                               |               |
| Доступ к экстракорпоральному оплодотворению для лесбиянок                            | No            |
| Коммерческое суррогатное материнство для гомосексуальных мужчин                      | No            |
| Донорство крови для МСМ                                                              | No            |